# 霍普維爾號驅逐艦 (DD-181)
49°0′N 17°0′W / 49.000°N 17.000°W
霍普維爾號驅逐艦（舷號DD-181），轉交英國皇家海軍後更名巴斯號，是一艘美國海軍建造的驅逐艦，為維克斯級驅逐艦的107號艦。她是美軍第一艘以霍普維爾為名的軍艦，以紀念美國內戰時期的海軍軍官普勒·霍普維爾（Pollard Hopewell）。
霍普維爾號在1918年於紐波特紐斯造船廠開始建造，在同年下水，於1919年服役，其時第一次世界大戰已經結束。稍後霍普維爾號被派往大西洋執勤，在1922年退役封存。第二次世界大戰爆發後，霍普維爾號於1940年重新服役，按租借法案轉交英國，更名巴斯。此後巴斯號負責商船護航，並在1941年借調到皇家挪威海軍。然而轉交後不久，巴斯號便遭德國潛艇U-204號擊沉。